# Élections sénatoriales de 2020 dans les Alpes-Maritimes
Les élections sénatoriales dans les Alpes-Maritimes ont lieu le dimanche 27 septembre 2020. Elles ont pour but d'élire les sénateurs représentant le département au Sénat pour un mandat de six ans. Les élections sont nettement remportées par la droite dans le département, puisque la liste conduite par Dominique Estrosi Sassone gagne les cinq sièges à pourvoir, avec près de 70 % des voix.

## Contexte départemental
Lors des élections sénatoriales de 2014 dans les Alpes-Maritimes, cinq sénateurs ont été élus selon un mode de scrutin proportionnel.
Depuis, tous les effectifs du collège électoral des grands électeurs ont été renouvelés, avec les élections départementales de 2015, les élections régionales de 2015, les élections législatives de 2017 et les élections municipales de 2020.

## Sénateurs sortants
| Sénateur | Sénateur                  | Parti | Fonctions lors de l'élection en 2014              |
| -------- | ------------------------- | ----- | ------------------------------------------------- |
|          | Marc Daunis               | PS    | Sénateur sortant, maire de Valbonne               |
|          | Danielle Tubiana          | UDI   | Conseillère régionale                             |
|          | Dominique Estrosi Sassone | LR    | Conseillère générale, adjointe au maire de Nice   |
|          | Henri Leroy               | LR    | Conseiller général, maire de Mandelieu-la-Napoule |
|          | Jean-Pierre Leleux        | LR    | Sénateur sortant                                  |

## Présentation des listes et des candidats
Les nouveaux représentants sont élus pour une législature de 6 ans au suffrage universel indirect par les 2 028 grands électeurs du département. Dans les Alpes-Maritimes, les sénateurs sont élus au scrutin proportionnel plurinominal. Leur nombre reste inchangé, cinq sénateurs sont à élire et sept candidats doivent être présentés sur la liste pour qu'elle soit validée. Chaque liste de candidats est obligatoirement paritaire et alterne entre les hommes et les femmes. Plusieurs listes seront déposées dans le département. Elles sont présentées ici dans l'ordre de leur dépôt à la préfecture et comportent l'intitulé figurant aux dossiers de candidature.

### Les Républicains
| N° | Candidats | Candidats                 | Parti | Principales fonctions                                          |
| -- | --------- | ------------------------- | ----- | -------------------------------------------------------------- |
| 01 |           | Dominique Estrosi Sassone | LR    | Sénatrice sortante, conseillère municipale de Nice             |
| 02 |           | Henri Leroy               | LR    | Sénateur sortant, conseiller municipal de Mandelieu-la-Napoule |
| 03 |           | Alexandra Borchio-Fontimp | LR    | Conseillère départementale, adjointe au maire d'Antibes        |
| 04 |           | Philippe Tabarot          | LR    | Vice-président du conseil régional                             |
| 05 |           | Patricia Demas            | LR    | Maire de Gilette                                               |
|    |           |                           |       |                                                                |
| 06 |           | Jean-Marc Delia           | DVD   | Maire de Saint-Vallier-de-Thiey                                |
| 07 |           | Sandra Paire              | LR    | Première adjointe au maire de Menton                           |

### Divers centre
| N° | Candidats | Candidats                  | Parti | Principales fonctions |
| -- | --------- | -------------------------- | ----- | --------------------- |
| 01 |           | Imen Chérif                | DVC   |                       |
| 02 |           | Frank Turosz               | DVC   |                       |
| 03 |           | Catherine Durand-Personnaz | DVC   |                       |
| 04 |           | Bernard Baverey            | DVC   |                       |
| 05 |           | Rachida Haddad             | DVC   |                       |
|    |           |                            |       |                       |
| 06 |           | Patrick Yembe              | DVC   |                       |
| 07 |           | Stéphanie Présent          | DVC   |                       |

### Rassemblement national
| N° | Candidats | Candidats            | Parti | Principales fonctions                                  |
| -- | --------- | -------------------- | ----- | ------------------------------------------------------ |
| 01 |           | Philippe Vardon      | RN    | Conseiller régional, conseiller municipal de Nice      |
| 02 |           | Marie-France Corvest | RN    | Conseillère municipale de Saint-Laurent-du-Var         |
| 03 |           | Lionel Tivoli        | RN    | Conseiller régional, conseiller municipal de Vallauris |
| 04 |           | Virginie Escalier    | RN    | Conseillère municipale de La Trinité                   |
| 05 |           | Patrick Isnard       | RN    | Conseiller municipal de Grasse                         |
|    |           |                      |       |                                                        |
| 06 |           | Nathalie Pavard      | RN    | Conseillère régionale                                  |
| 07 |           | Jean-Paul Perez      | RN    | Conseiller municipale de Cagnes-sur-Mer                |

### Union de la gauche et des écologistes
| N° | Candidats | Candidats              | Parti | Principales fonctions            |
| -- | --------- | ---------------------- | ----- | -------------------------------- |
| 01 |           | Alain Michellis        | PCF   | Adjoint au maire de Contes       |
| 02 |           | Mathilde Tessier       | EÉLV  |                                  |
| 03 |           | Frédéric Pellegrinetti | PS    |                                  |
| 04 |           | Chantal Chasseriaud    | PS    | Conseillère municipale du Cannet |
| 05 |           | Didier Chérel          | EÉLV  |                                  |
|    |           |                        |       |                                  |
| 06 |           | Patricia Alunno        | PCF   | Conseillère municipale de Tende  |
| 07 |           | Stéphane Poulet        | PCF   | Adjoint au maire de La Trinité   |

### Divers droite
| N° | Candidats | Candidats          | Parti | Principales fonctions      |
| -- | --------- | ------------------ | ----- | -------------------------- |
| 01 |           | Anne Sattonnet     | LR    | Conseillère départementale |
| 02 |           | Dominique Roméo    | LR    |                            |
| 03 |           | Patricia Malquarti | DVD   |                            |
| 04 |           | Lionel Lapras      | DVD   |                            |
| 05 |           | Karine Bonhomme    | DVD   |                            |
|    |           |                    |       |                            |
| 06 |           | Pierre Laffitte    | UDI   |                            |
| 07 |           | Rose-Marie Raina   | DVD   |                            |

| N° | Candidats | Candidats               | Parti | Principales fonctions                    |
| -- | --------- | ----------------------- | ----- | ---------------------------------------- |
| 01 |           | Henri Trompier          | Agir  |                                          |
| 02 |           | Anny Double-Battistella | DVD   | Ancienne adjointe au maire de Vence      |
| 03 |           | Jérôme Basti            | DVD   | Conseiller municipal de Tourrette-Levens |
| 04 |           | Viviane Malefant        | DVD   |                                          |
| 05 |           | Grégory Bonucci         | DVD   | Conseiller municipal de Gattières        |
|    |           |                         |       |                                          |
| 06 |           | Barbara Rochereau       | DVD   | Conseillère municipale de Gattières      |
| 07 |           | Georges Comparetto      | DVD   | Conseiller municipal de Tourrette-Levens |

## Résultats
| Tête de liste                                                                                        | Tête de liste             | Liste                                | Voix  | %     | Sièges |  |
| --- | ------------------------- | ------------------------------------ | ----- | ----- | ------ |  |
| | Dominique Estrosi Sassone | Union de la droite (LR)              | 1 367 | 69,53 | 5      |  |
| Unis pour les Alpes-Maritimes                                                                        |                           |                                      | 1 367 | 69,53 | 5      |  |
| | Anne Sattonnet            | Divers droite (LR - UDI)             | 209   | 10,63 | 0      |  |
| Pour une république des territoires                                                                  |                           |                                      | 209   | 10,63 | 0      |  |
| | Alain Michellis           | Union de la gauche (PCF - EÉLV - PS) | 206   | 10,48 | 0      |  |
| Ensemble, vivons autrement les Alpes-Maritimes                                                       |                           |                                      | 206   | 10,48 | 0      |  |
| | Philippe Vardon           | Rassemblement national               | 146   | 7,43  | 0      |  |
| Une voix forte et libre pour défendre nos territoires - Liste localiste pour l'équilibre territorial |                           |                                      | 146   | 7,43  | 0      |  |
| | Henri Trompier            | Divers centre (Agir)                 | 27    | 1,37  | 0      |  |
| Liste pluraliste et humaniste des Alpes-Maritimes                                                    |                           |                                      | 27    | 1,37  | 0      |  |
| | Imen Chérif               | Divers centre                        | 11    | 0,56  | 0      |  |
| Jeunesse - Diversité - Valeurs pour les Alpes-Maritimes                                              |                           |                                      | 11    | 0,56  | 0      |  |
| |                           |                                      |       |       |        |  |
| Votes valides                                                                                        | Votes valides             | Votes valides                        | 1 966 | 98,15 |        |  |
| Votes blancs                                                                                         | Votes blancs              | Votes blancs                         | 16    | 0,80  |        |  |
| Votes nuls                                                                                           | Votes nuls                | Votes nuls                           | 21    | 1,05  |        |  |
| Total                                                                                                | Total                     | Total                                | 2 003 | 100   | 5      |  |
| Abstention                                                                                           | Abstention                | Abstention                           | 40    | 1,96  |        |  |
| Inscrits / participation                                                                             | Inscrits / participation  | Inscrits / participation             | 2 043 | 98,04 |        |  |